# Sundsvalls museum
Het Sundsvalls museum is een museum in de Zweedse stad Sundsvall.
Het museum werd in 1956 in een voormalig bankgebouw gesticht. In 1986 verhuisde het naar zijn huidige locatie in het Kulturmagasinet-gebouw. Het Sundsvall museum richt zich voornamelijk op de geschiedenis van de streek maar toont ook werk van jonge Zweedse kunstenaars. Bij het museum zit ook een fotografiemuseum dat een van de grootste collecties antieke camera's ter wereld bezit. In 1989 werd het uitgeroepen tot Europees museum van het jaar.